# Rugby 7 na Letnich Igrzyskach Olimpijskich 2020 – składy
Artykuł grupuje składy reprezentacji narodowych w rugby 7, które wystąpiły podczas męskiego i żeńskiego turnieju rozegranego od 26 do 31 lipca 2021 roku w ramach Letnich Igrzysk Olimpijskich 2020 w Tokio.

## Mężczyźni

### Grupa A

#### Argentyna
Santiago Álvarez, Lautaro Bazán, Lucio Cinti, Rodrigo Etchart, Luciano González, Rodrigo Isgro, Santiago Mare, Ignacio Mendy, Marcos Moneta, Matías Osadczuk, Gastón Revol, Germán Schulz, Felipe del Mestre. Trener Santiago Gómez Cora.

#### Australia
Lachlan Anderson, Joe Pincus, Dylan Pietsch, Nicholas Malouf, Henry Paterson, Maurice Longbottom, Joshua Coward, Joshua Turner, Lachlan Miller, Samu Kerevi, Dietrich Roache, Henry Hutchison. Trener Tim Walsh.

#### Korea Południowa
Yongheung Chang, Jeongmin Jang, Yeonsik Jeong, Hyunsoo Kim, Kunkyu Han, Namuk Kim, Seongbae Lee, Wanyong Park, Jinkyu Lee, Andre Jin, Seongmin Jang, Seongdeok Choi, Gwongmin Kim. Trener Seo Chun-oh.

#### Nowa Zelandia
Tim Mikkelson, Scott Curry, Dylan Collier, Tone Ng Shiu, Amanaki Nicole, Andrew Knewstubb, Ngarohi McGarvey-Black, Sione Molia, Kurt Baker, Joe Webber, Etene Nanai-Seturo, Regan Ware, William Warbrick. Trener Clark Laidlaw.

### Grupa B

#### Fidżi
Kalione Nasoko, Josua Vakurinabili, Meli Derenalagi, Iosefo Masi, Asaeli Tuivuaka, Semi Radradra, Vilimoni Botitu, Waisea Nacuqu, Napolioni Bolaca, Jiuta Wainiqolo, Aminiasi Tuimaba, Jerry Tuwai, Sireli Maqala. Trener Gareth Baber.

#### Japonia
Kippei Ishida, Ryota Kano, Jose Seru, Kameli Raravou Latianara Soejima, Lote Tuqiri, Kazushi Hano, Masakatsu Hikosaka, Yoshikazu Fujita, Brackin Henry, Colin Raijin Bourke, Chihito Matsui, Naoki Motomura. Trener Kensuke Iwabuchi.

#### Kanada
Phil Berna, Connor Braid, Andrew Coe, Justin Douglas, Mike Fuailefau, Lucas Hammond, Nathan Hirayama, Harry Jones, Patrick Kay, Matt Mullins, Theo Sauder, Jake Thiel, Conor Trainor. Trener Henry Paul.

#### Wielka Brytania
Alec Coombes, Ben Harris, Ethan Waddleton, Ross McCann, Alex Davis, Tom Mitchell, Robbie Fergusson, Dan Bibby, Harry Glover, Ollie Lindsay-Hague, Max McFarland, Dan Norton, Tom Bowen. Trener Tony Roques.

### Grupa C

#### Irlandia
Jordan Conroy, Billy Dardis, Ian Fitzpatrick, Foster Horan, Jack Kelly, Terry Kennedy, Adam Leavy, Hugo Lennox, Harry McNulty, Gavin Mullin, Greg O’Shea, Mark Roche, Bryan Mollen. Trener Anthony Eddy.

#### Kenia
Andrew Amonde, Alvin Otieno, Vincent Onyala, Herman Humwa, Collins Injera, Daniel Taabu, Willy Ambaka, Johnstone Olindi, Eden Agero, Jeffrey Oluoch, Nelson Oyoo, Jacob Ojee, Billy Odhiambo. Trener Innocent Simiyu.

#### Południowa Afryka
Chris Dry, Sako Makata, Impi Visser, Zain Davids, Angelo Davids, JC Pretorius, Branco du Preez, Selvyn Davids, Justin Geduld, Kurt-Lee Arendse, Siviwe Soyizwapi, Stedman Gans. Trener Neil Powell.

#### USA
Perry Baker, Danny Barrett, Maceo Brown Tempe, Madison Hughes, Martin Iosefo, Carlin Isles, Matai Leuta Monterey, Folau Niua, Joe Schroeder, Stephen Tomasin, Kevon Williams. Trener Mike Friday.

## Kobiety

### Grupa A

#### Kenia
Philadelphia Olando, Sheila Chajira, Stellah Wafula, Christabel Lindo, Leah Wambui, Judith Auma, Vivian Akumu, Sarah Oluche, Grace Adhiambo, Cynthia Atieno, Janet Okello, Sinaida Aura, Diana Awino. Trener Felix Oloo.

#### Nowa Zelandia
Portia Woodman, Sarah Hirini, Ruby Tui, Tyla Nathan Wong, Theresa Fitzpatrick, Stacey Fluhler, Michaela Blyde, Alena Saili, Risaleaana Pouri-Lane, Kelly Brazier, Gayle Broughton, Shiray Kaka, Tenika Willison. Trener Allan Bunting.

#### Rosyjski Komitet Olimpijski
Daria Noritsina, Mariya Pogrebnyak, Daria Shestakova, Alena Tiron, Baizat Khamidova, Iana Danilova, Kristina Seredina, Marina  Kukina, Daria Lushina, Elena Zdrokova, Nadezhda Sozonova, Anna Baranchuk. Trener Andriej Kuzin.

#### Wielka Brytania
Celia Quansah, Deborah Fleming, Alex Matthews, Abbie Brown, Abi Burton, Holly Aitchison, Natasha Hunt, Megan Jones, Helena Rowland, Hannah Smith, Emma Uren, Jasmine Joyce, Lisa Thomson. Trener Scott Forrest.

### Grupa B

#### Brazylia
Mariana Nicolau, Luiza Gonzalez da Costa, Rafaela Zanellato, Leila Cassia dos Santos, Thalia da Silva Costa, Isadora Cerullo, Aline Ribeiro Furtado, Mariana Fiovaranti, Haline Leme Scatrut, Raquel Kochhann, Bianca dos Santos Silva, Thalita da Silva Costa. Trener Will Broderick.

#### Fidżi
Rusila Nagasau, Rejieli Daveua, Sesenieli Donu, Vasiti Solikoviti, Reapi Uluinasau, Lavenia Tinai, Viniana Riwai, Ana Naimasi, Alowesi Nakoci, Laisana Likuceva, Roela Radiniyavuna, Lavena Cavuru, Ana Maria Roqica. Trener Saiasi Fuli.

#### Francja
Coralie Bertrand, Anne-Cécile Ciofani, Caroline Drouin, Camille Grassineau, Lina Guerin, Fanny Horta, Shannon Izar, Chloé Jacquet, Carla Neisen, Séraphine Okemba, Chloé Pelle, Jade Ulutule, Nassira Konde. Trener Christophe Reigt.

#### Kanada
Elissa Alarie, Olivia Apps, Britt Benn, Pamphinette Buisa, Bianca Farella, Julia Greenshields, Ghislaine Landry, Kaili Lukan, Kayla Moleschi, Breanne Nicholas, Karen Paquin, Keyara Wardley, Charity Williams. Trener Mick Byrne.

### Grupa C

#### Australia
Shannon Parry, Sharni Williams, Faith Nathan, Dominique Du Toit, Emma Tonegato, Evania Pelite, Charlotte Caslick, Madison Ashby, Tia Hinds, Sariah Paki, Demi Hayes, Maddison Levi. Trener John Manenti.

#### Chiny
Tang Minglin, Ruan Hongting, Wu Juan, Wang Wanyu, Liu Xiaoqian, Yan Meiling, Xu Xiaoyan, Yu Xiaoming, Yu Liping, Yang Min, Chen Keyi, Yang Feifei, Gu Yaoyao. Trener Euan Mackintosh.

#### Japonia
Mei Ohtani, Marin Kajiki, Mifuyu Koide, Mayu Shimizu, Miyu Shirako, Honoka Tsutsumi, Hana Nagata, Bativakalolo Raichelmiyo, Wakaba Hara, Yume Hirano, Haruka Hirotsu, Rinka Matsuda. Trener Hare Makiri.

#### USA
Kayla Canett-Oca, Lauren Doyle, Cheta Emba, Abby Gustaitis, Nicole Heavirland, Alev Kelter, Kristi Kirshe, Ilona Maher, Jordan Matyas, Ariana Ramsey, Naya Tapper, Kristen Thomas, Nia Toliver. Trener Rob Cain.